# Ankaratra
L'Ankaratra est un volcan éteint localisé à 50 kilomètres au sud-ouest de Antananarivo, la capitale de Madagascar. Il est situé entre les villes de Arivonimamo au nord, Ambatolampy à l'est, Faratsiho, à l'ouest et Betafo au sud. Il y a quelques traces de source chaude dans les alentours d'Antsirabe. Le volcan culmine à 2 642 mètres d'altitude.